# Zborowczyk
Zborowczyk – kolonia w Polsce położona w województwie kujawsko-pomorskim, w powiecie radziejowskim, w gminie Piotrków Kujawski.
W latach 1975–1998 miejscowość administracyjnie należała do województwa włocławskiego.

## Historia wsi
W wieku XIX Zborowczyk był kolonią wchodzącą w skład dóbr Gradowo z 12 osadami i 61 mieszkańcami na 128 morgach.